# Ch!Pz
Ch!Pz é um grupo holandês de bubblegum dance formado em 2003 após várias rodadas de testes para a Fox Kids Network. Composto por quatro integrantes, contendo Kevin Hellenbrand, Rachel van den Hoogen, Cilla Niekoop e Peter Rost. O principal hit do grupo é a canção "Cowboy", do álbum de 2003 The World of Ch!pz onde ficou em 1° lugar em quatro países e recebendo certificação de platina em alguns países da Europa.
Na Holanda, muitas estações de rádio não tocaram as músicas do Ch!Pz porque a maioria dos ouvintes achou suas músicas muito infantis e bobas demais. No entanto, graças às promoções da Fox Kids, o Ch!Pz tornou-se uma das bandas mais conhecidas da Holanda. Em um ano e meio, a banda teve três singles no topo das paradas de singles holandesas.
O grupo que estava separado desde 1 de janeiro de 2011, confirmou o retorno em 23 de outubro de 2018. Eles afirmaram que pretendem voltar para indústria da música depois de uma piada de 1 de abril (Dia da Mentira) que foi bem recebida por muitos fãs.

## Discografia

### Álbum de estúdio
- 2004: The Adventures of Ch!pz
- 2005: The World of Ch!pz
- 2006: Past:Present:Future
- 2008: CDX (Ch!Pz Dance Xperienz)

### Álbuns de remix e compilações
- 2007: The H!TZ Collection

### Singles
- "Ch!Pz in Black" (2003)
- "Cowboy"[4] (2003)
- "Captain Hook" (2004)
- "1001 Arabian Nights" (2004)
- "One two three" (2005)
- "Carnival" (2005)
- "Gangstertown (past-present-future)" (2006)
- "One day when i grow" (2006)
- "Christmas is here" (2006)
- "Studio 54"[5] (2007)